# Зеленецький Володимир Серафимович
Зелене́цький Володимир Серафимович (* 4 лютого 1937, Розівка Люксембурзького району Запорізької області — помер 1 червня 2013) — український вчений-правознавець, дослідник і викладач, педагог, доктор юридичних наук, професор, дійсний член (академік) Національної академії правових наук України, Заслужений діяч науки і техніки України, старший радник юстиції, Почесний працівник прокуратури, лауреат Премії імені Ярослава Мудрого, Голова Координаційного бюро з кримінального процесу НАПрН України, член трьох редакційних колегій фахових видань України.

## Із біографії
Історична батьківщина В. С. Зеленецького — Греція.
З 1963 року В. Зеленецький почав працювати в правоохоронних органах. У 1969 році захистив кандидатську дисертацію, а з 1989 року — доктор правових наук, і з 2000 року — член-кореспондент Академії правових наук.
У 2008 році опублікована його поетична збірка «Діалектика життя».
Перу В. С. Зеленецького — як автору або співавтору — належить понад 300 наукових праць у галузі кримінального та кримінально-процесуального права, прокурорського нагляду, кримінології та загальної теорії боротьби зі злочинністю. Це, зокрема, 20 монографій:
«Возбуждение государственного обвинения в советском уголовном процессе» (1979),
«Отказ прокурора от государственного обвинения» (1979),
«Методологические основы борьбы с преступностью» (1989),
«Общая теория борьбы с преступностью. Т. 1. Концептуальные основы» (1994),
«Возбуждение уголовного дела» (1998),
«Обеспечение безопасности субъектов уголовного процесса» (2000, у співав.),
«Уголовно-правовые проблемы возбуждения уголовного дела» (2001),
«Технология восстановления (реконструкции) утраченных уголовных дел» (2002, у співав.),
«Ведомственный контроль и прокурорский надзор за законностью оперативно-розыскной деятельности» (2003, у співав.),
«Прокурорский надзор за исполнением органами дознания и досудебного следствия законов при приеме, регистрации, проверке и разрешении заявлений и сообщений о преступлениях» (2004),
«Проблеми затримання та взяття під варту на досудовому провадженні по кримінальній справі» (2005, у співав.),
«Теория и практика обоснования решений в уголовном процессе Украины» (2006, у співав.) та ін.,
2 підручники і 15 навчальних посібників, у т.ч:
«Ювенальна юстиція в Україні»,
«Комп'ютерна етика»,
«Концептуальні основи визначення категоріально-понятійного апарату у сфері боротьби з тероризмом» (у співав.) тощо.
У 1999 році Указом Президента України В. С. Зеленецькому присвоєне звання «Заслужений діяч науки і техніки України». У 2001 та 2003 роках він став лауреатом Премії імені Ярослава Мудрого. 
У 2001 році був обраний дійсним членом (академіком) Міжнародної академії екології і безпеки життєдіяльності суспільства (Російська Федерація).
Вважається автором нових наукових напрямів дослідження: теорії порушення державного обвинувачення (1976), загальної теорії боротьби зі злочинністю (1989), дослідчого кримінального процесу (1983) та ін.